# Lanzo (Fluss)
Der Lanzo ist ein 29 km langer Fluss (Torrente) in der Region Toskana in Italien, der in der Provinz Grosseto von Nord nach Süd fließt und bei Paganico (Ortsteil von Civitella Paganico) als rechter Nebenfluss in den Ombrone mündet.

## Verlauf
Der Fluss entspringt in den Hügeln östlich von Piloni in den Colline Metallifere im Gemeindegebiet von Roccastrada als Fosso Lanzo und wird zwischen dem Poggio al Tesoro (411 m) und dem Poggio alla Rigia (430 m) zum Torrente Lanzo. Im Gemeindegebiet von Roccastrada verbringt er 6 km. Von hier fließt der Torrente nach Südosten und gelangt in das Gemeindegebiet von Civitella Paganico, wo er ca. 24 km verbringt. Er unterquert die Strada Statale 223 di Paganico und passiert dann die Abtei Abbazia di San Lorenzo al Lanzo (Badia Ardenghesca genannt), die sich im Ortsgebiet von Civitella Marittima befinden. Von hier fließt der Torrente nach Süden und passiert die Mühlen Mulino di Sopra und Mulino di Sotto. Weiter nach Süden verlaufend unterfließt er die Bahnstrecke Siena-Grosseto und dann die Provinzstraße SP 64 (Cipressino genannt), die Paganico mit den Gemeinden um den Berg Monte Amiata verbindet. Danach fließt er 200 m östlich an Paganico vorbei und mündet kurze Zeit später als rechter Nebenfluss in den Ombrone.

## Sehenswürdigkeiten
- Abbazia di San Lorenzo al Lanzo (Badia Ardenghesca genannt), mittelalterliche Abtei am Fluss.

## Bilder

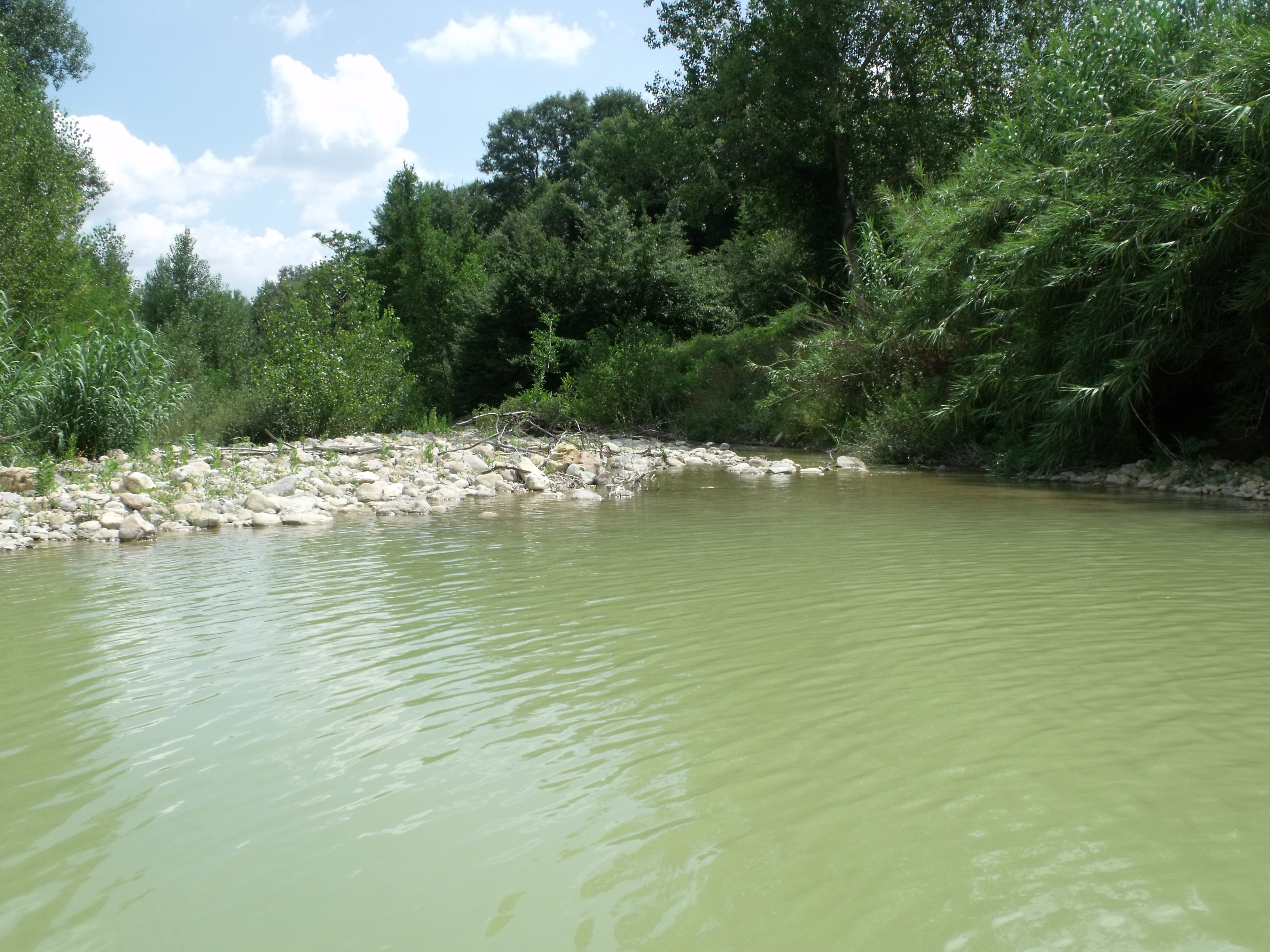
Der Lanzo bei Civitella Marittima
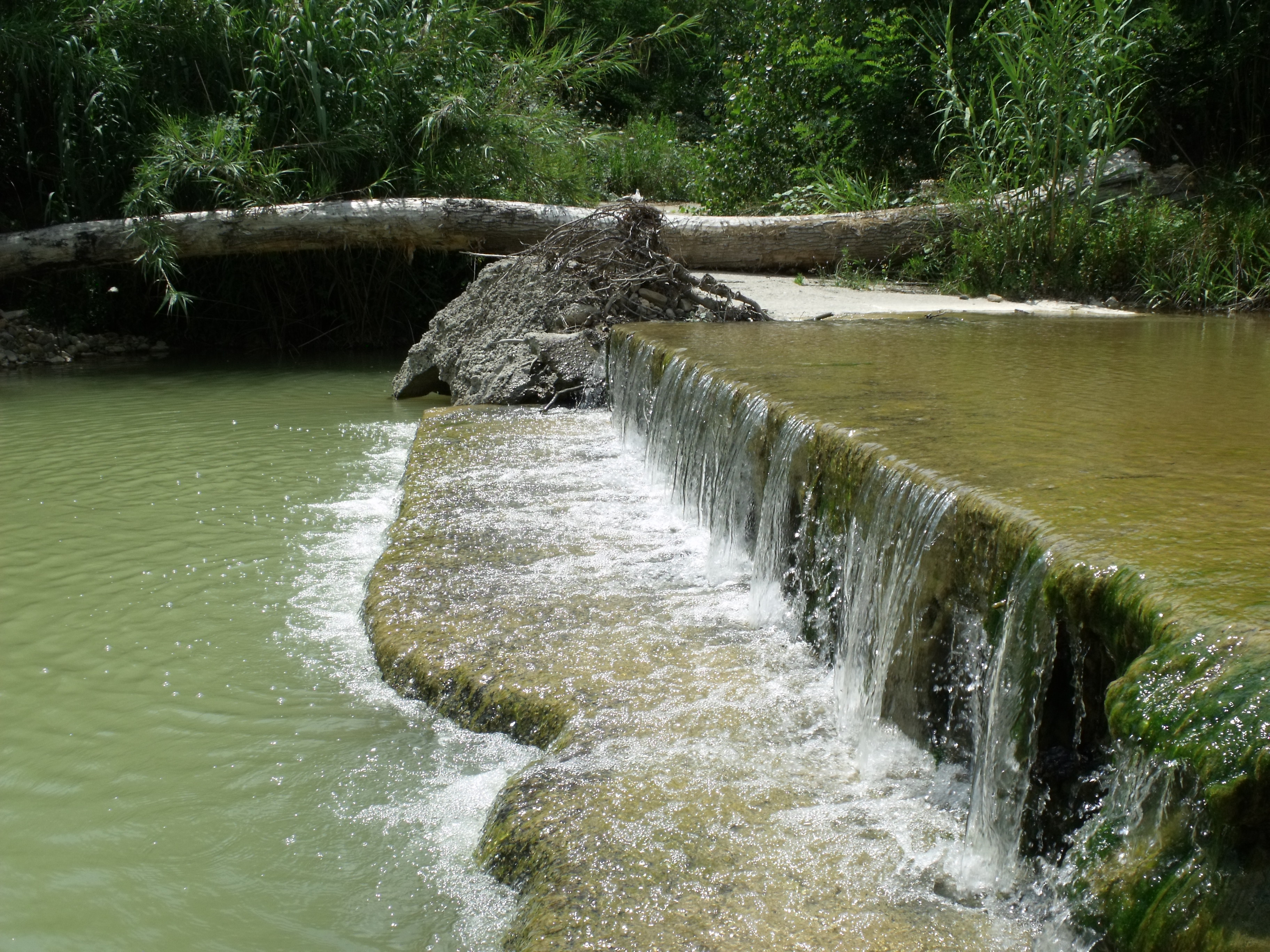
Der Lanzo bei Civitella Marittima
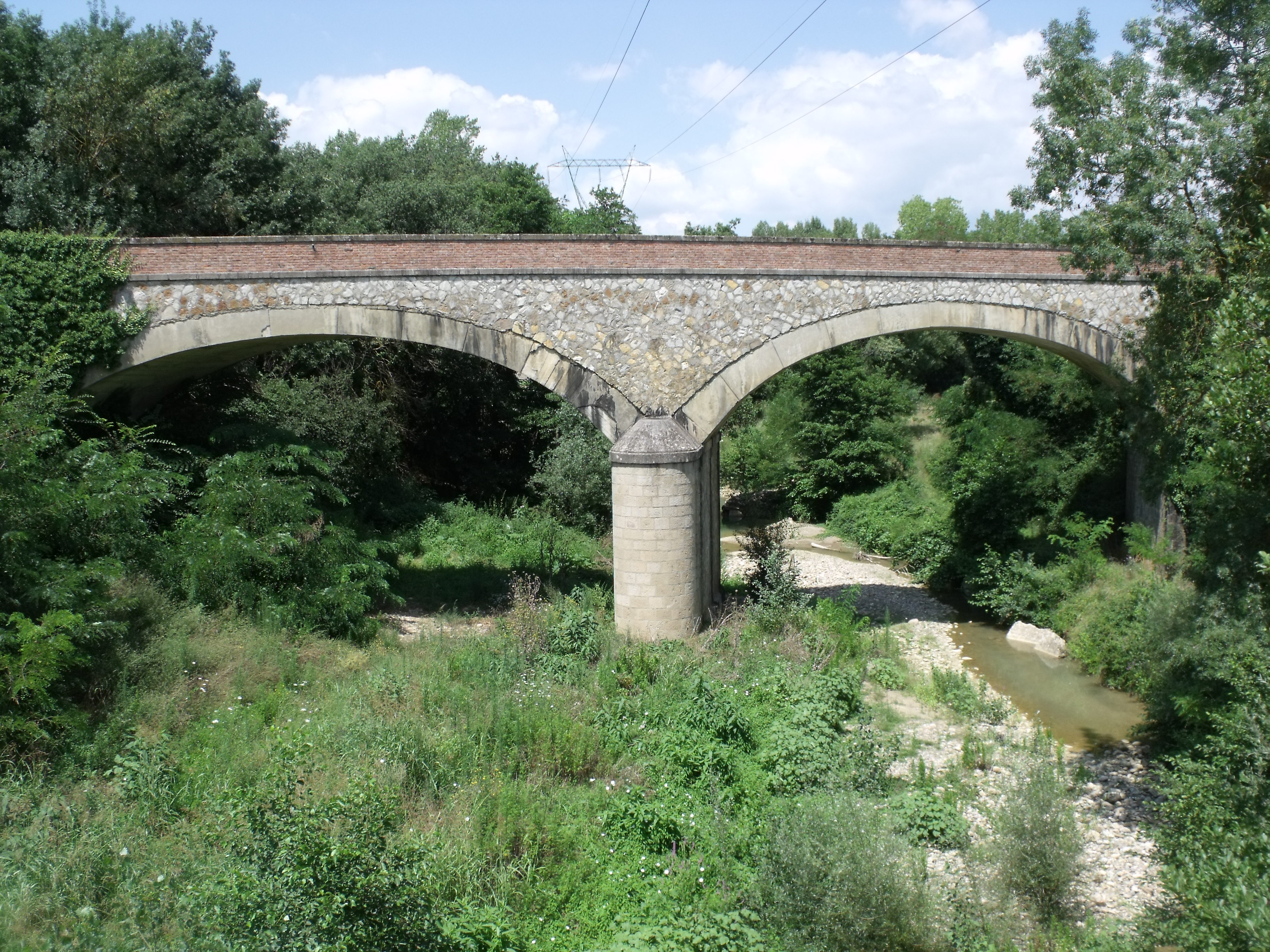
Die Eisenbahnbrücke bei Paganico